# Ореховка (Смоленская область)
Ореховка — деревня в Хиславичском районе Смоленской области России. Входит в состав Череповского сельского поселения. Население — 13 жителей (2007 год). 
Расположена в юго-западной части области в 13 км к северо-востоку от Хиславичей, в 14 км западнее автодороги А141 Орёл — Витебск. В 15 км северо-восточнее деревни расположена железнодорожная станция Васьково на линии Смоленск — Рославль.

## История
В 1926 году в деревне 18 дворов .
В годы Великой Отечественной войны деревня была оккупирована гитлеровскими войсками в июле 1941 года, освобождена в сентябре 1943 года.
В 1978 году в Ново-Руднянском сельсовете .